# Endless Summer Vacation
Endless Summer Vacation là album phòng thu thứ tám của ca sĩ người Mỹ Miley Cyrus, phát hành ngày 10 tháng 3 năm 2023 bởi Columbia Records. Đây là đĩa nhạc đầu tiên của cô kể từ khi rời RCA Records sau album phòng thu trước Plastic Hearts (2020) và ký hợp đồng với Columbia vào đầu năm 2021. Endless Summer Vacation là một bản thu âm pop và dance-pop, đánh dấu sự thay đổi rõ rệt so với phong cách âm nhạc mang hơi hướng synth-pop, rock và glam rock của album trước. Cyrus lên ý tưởng tổng thế cho album dựa trên những trải nghiệm và tình yêu của cô với Los Angeles, nơi đĩa nhạc được thu âm và thông qua trình tự mỗi bài hát để mô tả cuộc sống thường ngày tại đây. Endless Summer Vacation phần lớn được sáng tác bởi Cyrus với Michael Pollack và Gregory "Aldae" Hein, trong khi phần sản xuất được đảm nhiệm bởi nhiều nhà sản xuất như Kid Harpoon, Tyler Johnson, Greg Kurstin và cộng tác viên lâu năm Mike Will Made It, bên cạnh sự tham gia góp giọng của Brandi Carlile và Sia.
Sau khi phát hành, Endless Summer Vacation nhận được những lời khen ngợi từ các nhà phê bình âm nhạc, trong đó họ đánh giá cao quá trình sản xuất, tiềm năng thương mại và giọng hát của Cyrus. Album còn gặt hái nhiều đề cử tại các lễ trao giải lớn, bao gồm hai đề cử giải Grammy cho Album của năm và Album giọng pop xuất sắc nhất tại lễ trao giải thường niên lần thứ 66. Đĩa nhạc cũng đón nhận nhiều thành công lớn về mặt thương mại, đứng đầu các bảng xếp hạng ở Úc, Áo, Hà Lan, Ireland, New Zealand, Na Uy, Thụy Sĩ và Vương quốc Anh, cũng như vươn đến top 10 ở hầu hết những thị trường khác.  Endless Summer Vacation ra mắt ở vị trí thứ ba trên bảng xếp hạng Billboard 200 tại Hoa Kỳ với hơn 119,000 đơn vị album tương đương, trở thành album thứ 14 của Cyrus lọt vào top 10 tại đây. Theo Liên đoàn Công nghiệp ghi âm Quốc tế (IFPI), đây là album bán chạy thứ 19 trên toàn cầu trong năm 2023 thông qua lượng tiêu thụ bản vật lý, tải nhạc và phát trực tuyến.
Ba đĩa đơn đã được phát hành từ Endless Summer Vacation. "Flowers" được chọn làm đĩa đơn mở đường và thống trị các bảng xếp hạng ở 36 quốc gia và trở thành đĩa đơn quán quân thứ hai của Cyrus trên bảng xếp hạng Billboard Hot 100, đồng thời chiến thắng hai giải Grammy cho Thu âm của năm và Trình diễn đơn ca pop xuất sắc nhất và là đĩa đơn bán chạy nhất toàn cầu trong năm 2023. Đĩa đơn thứ hai và thứ ba "River" và "Jaded" lần lượt được ra mắt vào tháng 3 và tháng 4, trong khi phiên bản nhạc số của album còn bao gồm đĩa đơn thứ tư "Used to Be Young", được phát hành vào tháng 8 và lọt vào top 10 tại Hoa Kỳ. Để quảng bá album, Cyrus bắt tay thực hiện bộ phim tài liệu kiêm hòa nhạc đặc biệt Endless Summer Vacation (Backyard Sessions), được phát hành vào ngày 10 tháng 3 năm 2023 trên Disney+, nơi cô trình diễn 8 trên tổng số 12 bài hát từ album. Một phiên bản cập nhật của chương trình đặc biệt cũng được phát sóng trên ABC vào ngày 24 tháng 8 năm 2023 và phát hành trên Hulu vào ngày hôm sau.

## Danh sách bài hát
| Endless Summer Vacation – Phiên bản tiêu chuẩn | Endless Summer Vacation – Phiên bản tiêu chuẩn | Endless Summer Vacation – Phiên bản tiêu chuẩn                                                                  | Endless Summer Vacation – Phiên bản tiêu chuẩn          | Endless Summer Vacation – Phiên bản tiêu chuẩn |
| STT                                            | Nhan đề                                        | Sáng tác | Sản xuất                                                | Thời lượng                                     |
| ---------------------------------------------- | ---------------------------------------------- | --- | ------------------------------------------------------- | ---------------------------------------------- |
| 1.                                             | "Flowers"                                      | Miley Cyrus Gregory Aldae Hein Michael Pollack                                                                  | Kid Harpoon Tyler Johnson                               | 3:20                                           |
| 2.                                             | "Jaded"                                        | Cyrus Greg Kurstin Sarah Aarons                                                                                 | Kurstin                                                 | 3:05                                           |
| 3.                                             | "Rose Colored Lenses"                          | Cyrus Thomas Hull Johnson                                                                                       | Kid Harpoon Johnson                                     | 3:43                                           |
| 4.                                             | "Thousand Miles" (hợp tác với Brandi Carlile)  | Cyrus Tobias Jesso Jr. Bibi Bourelly Michael Len Williams II                                                    | Kid Harpoon Mike Will Made It Johnson                   | 3:51                                           |
| 5.                                             | "You"                                          | Cyrus Bourelly Pollack Ian Kirkpatrick                                                                          | Jay Moon Jonny Coffer                                   | 2:59                                           |
| 6.                                             | "Handstand"                                    | Cyrus Harmony Korine Maxx Morando                                                                               | Morando                                                 | 3:25                                           |
| 7.                                             | "River"                                        | Cyrus Justin Tranter Hull Johnson                                                                               | Kid Harpoon Johnson                                     | 2:42                                           |
| 8.                                             | "Violet Chemistry"                             | Cyrus M. Williams Jesse Shatkin James Blake Sia Furler                                                          | Shatkin Max Taylor-Sheppard Morando Mike Will Made It   | 4:06                                           |
| 9.                                             | "Muddy Feet" (hợp tác với Sia)                 | Cyrus Pollack M. Williams Bourelly Hein Shatkin Furler Jesse van der Meulen David Frank Steve Kipner Pam Sheyne | Jerome Williams Shatkin Coffer Mike Will Made It Zwiffa | 2:16                                           |
| 10.                                            | "Wildcard"                                     | Cyrus Hull Johnson Jesso                                                                                        | Kid Harpoon Johnson                                     | 3:13                                           |
| 11.                                            | "Island"                                       | Cyrus Jennifer Decilveo Caitlyn Smith BJ Burton Pollack                                                         | Burton                                                  | 3:59                                           |
| 12.                                            | "Wonder Woman"                                 | Cyrus Pollack Hein Hull Johnson                                                                                 | Kid Harpoon Johnson                                     | 3:05                                           |
| Tổng thời lượng:                               | Tổng thời lượng:                               | Tổng thời lượng:                                                                                                | Tổng thời lượng:                                        | 39:44                                          |

| Endless Summer Vacation – Phiên bản nhạc số (bản nhạc bổ sung) | Endless Summer Vacation – Phiên bản nhạc số (bản nhạc bổ sung) | Endless Summer Vacation – Phiên bản nhạc số (bản nhạc bổ sung) | Endless Summer Vacation – Phiên bản nhạc số (bản nhạc bổ sung) | Endless Summer Vacation – Phiên bản nhạc số (bản nhạc bổ sung) |
| STT                                                            | Nhan đề                                                        | Sáng tác                                                       | Sản xuất                                                       | Thời lượng                                                     |
| -------------------------------------------------------------- | -------------------------------------------------------------- | -------------------------------------------------------------- | -------------------------------------------------------------- | -------------------------------------------------------------- |
| 4.                                                             | "Used to Be Young"                                             | Hein Pollack Cyrus                                             | Cyrus Pollack Shawn Everett                                    | 3:11                                                           |
| 14.                                                            | "Flowers" (bản thu nháp)                                       | Hein Pollack Cyrus                                             |                                                                | 3:30                                                           |
| Tổng thời lượng:                                               | Tổng thời lượng:                                               | Tổng thời lượng:                                               | Tổng thời lượng:                                               | 46:32                                                          |

Ghi chú nhạc mẫu
- "Muddy Feet" bao gồm đoạn nhạc mẫu "Starving for Love" của Ella Washington.

## Xếp hạng
| Bảng xếp hạng (2023)                     | Vị trí cao nhất |
| ---------------------------------------- | --------------- |
| Album Úc (ARIA)                          | 1               |
| Album Áo (Ö3 Austria)                    | 1               |
| Album Bỉ (Ultratop Vlaanderen)           | 2               |
| Album Bỉ (Ultratop Wallonie)             | 3               |
| Album Canada (Billboard)                 | 2               |
| Album Croatia Quốc tế (HDU)              | 5               |
| Album Cộng hòa Séc (ČNS IFPI)            | 3               |
| Album Đan Mạch (Hitlisten)               | 4               |
| Album Hà Lan (Album Top 100)             | 1               |
| Album Phần Lan (Suomen virallinen lista) | 2               |
| Album Pháp (SNEP)                        | 6               |
| Album Đức (Offizielle Top 100)           | 2               |
| Album Hy Lạp (IFPI)                      | 16              |
| Album Hungaria (MAHASZ)                  | 3               |
| Album Ireland (IRMA)                     | 1               |
| Album Icelandic (Plötutíðindi)           | 4               |
| Album Ý (FIMI)                           | 4               |
| Album Nhật Bản Nhạc số (Oricon)          | 24              |
| Album Nhật Bản (Billboard Japan)         | 89              |
| Album Lithuania (AGATA)                  | 2               |
| Album New Zealand (RMNZ)                 | 1               |
| Album Na Uy (VG-lista)                   | 1               |
| Album Ba Lan (ZPAV)                      | 2               |
| Album Bồ Đào Nha (AFP)                   | 1               |
| Album Scotland (OCC)                     | 1               |
| Album Slovakia (ČNS IFPI)                | 3               |
| Album Tây Ban Nha (PROMUSICAE)           | 4               |
| Album Thụy Điển (Sverigetopplistan)      | 2               |
| Album Thụy Sĩ (Schweizer Hitparade)      | 1               |
| Album Anh Quốc (OCC)                     | 1               |
| Hoa Kỳ Billboard 200                     | 3               |

| Bảng xếp hạng (2023)                | Vị trí |
| ----------------------------------- | ------ |
| Album Úc (ARIA)                     | 75     |
| Album Áo (Ö3 Austria)               | 67     |
| Album Bỉ (Ultratop Flanders)        | 54     |
| Album Bỉ (Ultratop Wallonia)        | 64     |
| Album Canada (Billboard)            | 23     |
| Album Đan Mạch (Hitlisten)          | 38     |
| Album Hà Lan (Album Top 100)        | 38     |
| Album Pháp (SNEP)                   | 47     |
| Album Đức (Offizielle Top 100)      | 61     |
| Album Hungary (MAHASZ)              | 60     |
| Album Iceland (Plötutíðindi)        | 69     |
| Album Ý (FIMI)                      | 81     |
| Album Ba Lan (ZPAV)                 | 41     |
| Album Tây Ban Nha (PROMUSICAE)      | 45     |
| Album Thụy Điển (Sverigetopplistan) | 33     |
| Album Thụy Sĩ (Schweizer Hitparade) | 52     |
| Album Anh Quốc (OCC)                | 78     |
| Hoa Kỳ Billboard 200                | 45     |
| Toàn cầu (IFPI)                     | 19     |
| Bảng xếp hạng (2024)                | Vị trí |
| Album Pháp (SNEP)                   | 177    |
| Hoa Kỳ Billboard 200                | 175    |

## Chứng nhận
| Quốc gia                                                    | Chứng nhận  | Số đơn vị/doanh số chứng nhận |
| ----------------------------------------------------------- | ----------- | ----------------------------- |
| Bỉ (BEA)                                                    | Bạch kim    | 20.000‡                       |
| Brasil (Pro-Música Brasil)                                  | 3× Bạch kim | 120.000‡                      |
| Canada (Music Canada)                                       | Bạch kim    | 80.000‡                       |
| Đan Mạch (IFPI Đan Mạch)                                    | Bạch kim    | 20.000‡                       |
| Pháp (SNEP)                                                 | Vàng        | 50.000‡                       |
| Ý (FIMI)                                                    | Vàng        | 25.000‡                       |
| México (AMPROFON)                                           | Vàng        | 70.000‡                       |
| New Zealand (RMNZ)                                          | Bạch kim    | 15.000‡                       |
| Ba Lan (ZPAV)                                               | 3× Bạch kim | 60.000‡                       |
| Thụy Điển (GLF)                                             | Vàng        | 15.000‡                       |
| Thụy Sĩ (IFPI)                                              | Vàng        | 10.000‡                       |
| Anh Quốc (BPI)                                              | Vàng        | 100.000‡                      |
| Hoa Kỳ (RIAA)                                               | Bạch kim    | 1.000.000‡                    |
| ‡ Chứng nhận dựa theo doanh số tiêu thụ và phát trực tuyến. |             |                               |

## Lịch sử phát hành
| Khu vực  | Ngày             | Định dạng                               | Phiên bản  | Hãng đĩa | Ct            |
| -------- | ---------------- | --------------------------------------- | ---------- | -------- | ------------- |
| Nhiều    | 10 tháng 3, 2023 | CD Tải nhạc số Phát trực tuyến Đĩa than | Tiêu chuẩn | Columbia | [ 66 ]        |
| Nhật Bản | 29 tháng 3, 2023 | CD                                      | Tiêu chuẩn | Sony     | [ 67 ] [ 68 ] |
| Nhiều    | 25 tháng 8, 2023 | Tải nhạc số Phát trực tuyến             | Nhạc số    | Columbia | [ 69 ]        |